# Біоремедіація
Біоремедіація — комплекс методів очищення вод, ґрунтів і атмосфери з використанням метаболічного потенціалу біологічних об'єктів (рослин, грибів, комах, черв'яків, бактерій) або їх ферментів.

## Історія
Перші найпростіші методи очищення стічних вод — поля зрошення і поля фільтрації — були засновані на використанні рослин.

## Принципи біоремедіації

### Використання рослин
Рослина впливає на навколишнє середовище різними способами. Основні з них:
- різофільтрація — коріння всмоктують воду і хімічні елементи необхідні для життєдіяльності рослин
- фітоекстракція — накопичення в організмі рослини небезпечних забруднень (наприклад, важких металів)
- фітоволатилізація — випаровування води і летючих хімічних елементів (As, Se) листям рослин
- фітостабілізація — переклад хімічних сполук у менш рухому та активну форму (знижує ризик поширення забруднень)
- фітодеградація — деградація рослинами і симбіотичними мікроорганізмами органічної частини забруднень
- фітостимуляція — стимуляція розвитку симбіотичних мікроорганізмів, які беруть участь у процесі очищення

### Використання мікроорганізмів і грибів
Можливі три основних підходи до біоремедіації ґрунтів з допомогою мікроорганізмів
- біостимуляція — стимулювання розвитку аборигенної мікрофлори на території зазнала забруднення.
- біодоповнення — внесення в ґрунт біопрепаратів мікроорганізмів, здатних до деградації забруднювача.
- фітостимуляція — використання рослин для стимуляції розвитку ризосферних мікроорганізмів.

Головну роль у деградації забруднень грають мікроорганізми. Рослина є свого роду біофільтром, створюючи для них середовище проживання (забезпечення доступу кисню, розпушення ґрунту). У зв'язку з цим, процес очищення відбувається також поза періодом вегетації (в нельотний період) з дещо зниженою активністю.

## Типові цілі біоремедіації

### Відновлення ґрунтів після забруднення діоксинами
Діоксини потрапляють в ґрунти з повітря з дощем і проточними водами. З ґрунту діоксини потрапляють у сільськогосподарську продукцію і воду. В організмі тварин вони здатні накопичуватися. Після забруднення діоксинами застосовуються методи біоремедіації in situ і ex situ .

## Переваги
- можливість відтворювати ремедіації in situ
- відносно низька собівартість проведених робіт у порівнянні з традиційними очисними спорудами
- метод є безпечним для навколишнього середовища
- теоретична можливість екстракції цінних речовин із зеленої маси рослин (Ni, Au, Cu)
- можливість моніторингу процесу очищення
- рівень очищення не поступається традиційним методам, особливо при невеликому обсязі стічних вод (наприклад, в селах)